# 1891 w polityce

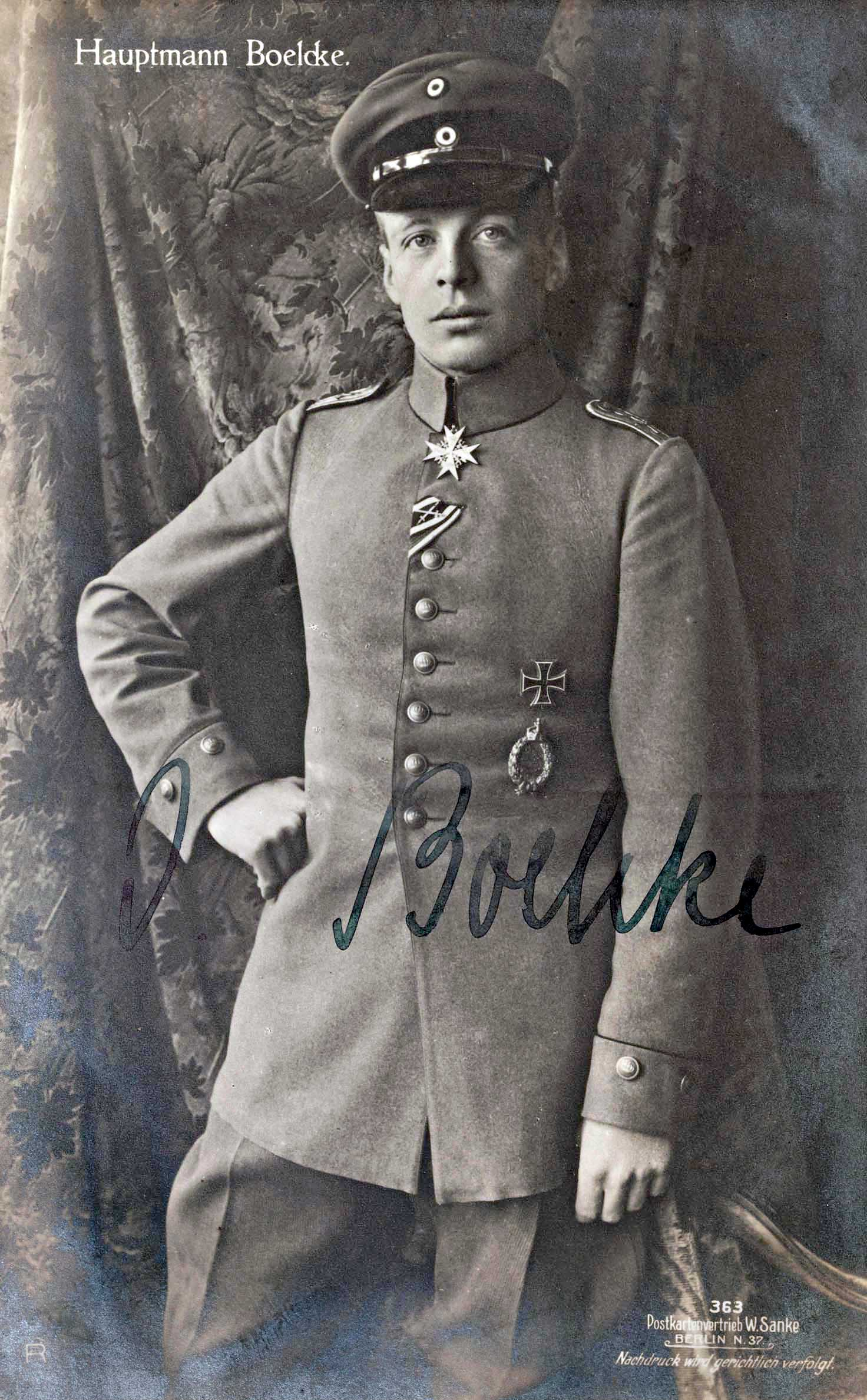
Oswald Boelcke

Wydarzenia polityczne w 1891 roku.

## Urodzili się
- 19 maja Oswald Boelcke, niemiecki pilot[1].

## Zmarli
- 3 listopada, Ludwik Lucjan Bonaparte, francuski książę[2].